# Paula Weishoff
Paula Jo Weishoff, née le 1er mai 1962 à Hollywood, est une joueuse de volley-ball américaine.

## Carrière
Paula Weishoff remporte avec la sélection nationale américaine la médaille d'argent aux Jeux olympiques de 1984 à Los Angeles et la médaille de bronze aux Jeux olympiques de 1992 à Barcelone. Elle est aussi médaillée de bronze aux Championnats du monde en 1982 et médaillée d'argent aux Jeux panaméricains de 1983.